# Отто фон Ердманнсдорфф
Отто Бернгард Густав фон Ердманнсдорфф (нім. Otto Bernhard Gustav von Erdmannsdorff; 22 жовтня 1888, Дрезден — 30 грудня 1978, Штарнберг) — німецький дипломат, керівний співробітник Імперського міністерства закордонних справ Німеччини.

## Біографія
Син оберст-лейтенанта. Освіту здобув в Гренобльському, Мюнхенському, Кільському і Лейпцизькому університетах. Після закінчення навчання служив референтом в Кенігштайні, Дрездені, а також в німецьких місіях у Китаї.
Учасник Першої світової війни, обер-лейтенант. У 1918 році повернувся на державну службу, асистент. У 1918-1919 роках — на службі в Міністерстві закордонних справ, секретар посольства в Ризі, повірений в справах. У 1920-23 роках був секретарем німецького посольства в Мехіко. У 1923-28 роках в ранзі радника посольства служив в центральному апараті Імперського міністерства закордонних справ Німеччини і «Бюро імперського президента» (канцелярія президента Німеччини). У 1928-29 роках — радник німецького посольства в Пекіні, в 1929-33 роках — радник німецького посольства в Токіо.
Після приходу нацистів до влади в 1933 році був переведений до Берліна, де в ранзі диригента став одним з керівників Східно-Азіатського відділу МЗС. З 11 травня 1937 року — посланник Німеччини в Угорщині, домагався залучення Угорщини в зону впливу Німеччини. У руслі політики міністра закордонних справ Йоахіма фон Ріббентропа по заміні професійних дипломатів старої школи на переконаних нацистів в липні 1941 року був замінений Дітріхом фон Яговим. З вересня 1941 року і до кінця війни — міністеріальдірігент, заступник начальника Політичного відділу МЗС Ернста Верманна.
Після капітуляції Німеччини заарештований. Був притягнутий до суду Американського військового трибуналу в Нюрнберзі у справі «Вільгельмштрассе» як співробітник Політичного відділу МЗС, який звинувачувався у воєнних злочинах і злочинах проти людяності, зокрема в співучасті в депортації євреїв з Балканських країн в рамках так званого «Остаточного вирішення єврейського питання». Однак, звинуваченню не вдалося довести його провину і 11 квітня 1949 року Отто фон Ердманнсдорфф був виправданий. Суд визначив, що у нього не було достатньо впливу і сил, щоб запобігти злочинам.

## Звання
- Залізний хрест 2-го і 1-го класу
- Орден Альберта (Саксонія), лицарський хрест 2-го класу з мечами
- Орден Заслуг (Саксонія), лицарський хрест 2-го класу з мечами
- Почесний хрест ветерана війни з мечами